# Districtul English River
English River (La Rivière Anglaise) este un district  în Seychelles, situat pe insula Mahé.